# Менліфф Ґудбоді
Менліфф Ґудбоді (англ. Manliffe Goodbody; 20 листопада 1868 — 24 березня 1916) — колишній британський тенісист.
Здобув 15 одиночних титулів.
Найвищим досягненням на турнірах Великого шолома був фінал в одиночному розряді.

## Фінали турнірів Великого шолома

### Одиночний розряд: 1 (1 поразка)
| Результат | Рік  | Турнір        | Покриття | Суперник    | Рахунок            |
| --------- | ---- | ------------- | -------- | ----------- | ------------------ |
| Поразка   | 1894 | Чемпіонат США | Трава    | Роберт Ренн | 8–6, 1–6, 4–6, 4–8 |